# Činejveem
Il Činejveem (in russo Чинейвеем?; nell'alto corso conosciuto come Srednij Činejveem) è un fiume dell'estremo oriente russo (Circondario autonomo della Čukotka), affluente di sinistra dell'Anadyr'.